# Flajšmanova ulica, Ljubljana
Flajšmanova ulica je ena izmed ulic v Ljubljani; poimenovana je po slovenskem glasbeniku Juriju Flajšmanu.

## Urbanizem
Ulica poteka od rondoja Žale do križišča s Kavčičevo in Zvezno ulico.
Na ulico se (od severa proti jugu) povezujeta: Davčna in Šmartinska.

## Javni potniški promet
Na ulici se nahaja končno postajališče mestne avtobusne linije št. 2 (202051 Zelena jama).